# فلورنس لورنس
فلورنس آنی بریگوود یا فلورنس لارنس(به انگلیسی: Florence Lawrence) بازیگر، کانادایی عصر صامت بود، وی به عنوان اولین ستاره سینما شناخته می‌شود. وی فرزند لوتا لارنس( هنرپیشه زن تئاتر) و جورج بریگوود( یک کالسکه ساز حرفه ای در همیلتون) بود.

## فیلم‌شناسی
لورنس تقریباً در ۳۰۰ فیلم کمپانی‌های مختلف فیلمسازی ایفای نقش کرد از آن میان می‌توان به آوای وحش اشاره کرد.
همچنین در زمان محبوبیتش با نام‌های دختر بایاگراف، دختر شیطان و دختر هزار چهره شناخته می‌شد.